# تاچ (مانگا)
تاچ (ژاپنی: タッチ هپبورن: Tatchi) یک مجموعه مانگای بیسبال دبیرستانی به نویسندگی و تصویرگری میتسورو آداچی است. این مانگا به صورت سریالی‌شده در مجله هفته‌نامه شونن ساندی شوگاکوکان از سال ۱۹۸۱ تا ۱۹۸۶ منتشر شد و کل چپترهای آن در ۲۶ جلد تانکوبون جمع‌آوری شد. این مانگا در یک مجموعه انیمه ۱۰۱ قسمتی اقتباس شد – که یکی از پربیننده‌ترین مجموعه‌های تلویزیونی انیمه بود. سه فیلم سینمایی انیمه که خلاصه‌ای از مجموعه تلویزیونی هستند، دو مجموعه تلویزیونی انیمه ویژه که پس از اتفاقات مجموعه تلویزیونی رخ می‌دهند، و یک درام تلویزیونی لایو اکشن ویژه و فیلم لایو اکشن در سال ۲۰۰۵ منتشر شد. تاچ بیش از ۱۰۰ میلیون نسخه فروخته است و تبدیل به یکی از پرفروش‌ترین مجموعه مانگاها شده است.